# Klépierre
Klépierre è un'azienda francese che opera nel settore immobiliare, in particolare nella proprietà, gestione e sviluppo dei centri commerciali.
È uno dei leader europei del mercato, con immobili per un valore di 23,7 miliardi (dati al 31.12.19), frequentati da 1,1 miliardi di visitatori ogni anno, insieme a Unibail-Rodamco.
Klépierre ha, al 2017, un portfolio composto di 155 centri commerciali in 14 diversi paesi europei (Belgio, Danimarca, Francia, Germania, Italia, Norvegia, Paesi Bassi, Polonia, Portogallo, Repubblica Ceca, Spagna, Svezia, Turchia, Ungheria), per un fatturato 2019 complessivo di 1,32 miliardi di euro.

## Storia
Klépierre nasce nel 1990 all'interno del gruppo Paribas che ha conferito in una nuova società le attività commerciali di Locabail Immobilier e i contratti di locazione di cui era titolare.
Nel 1998, in Italia, compie la sua prima operazione internazionale, acquistando il Centro Commerciale Le Rondinelle, a Roncadelle.
Due anni più tardi, inizia la crescita in tutta Europa: acquisisce da Carrefour 167 gallerie commerciali situate tra Francia e Spagna, per 1,6 miliardi di euro e nel 2002 altre 11, in Italia, dove entra in Immobiliare Gallerie Commerciali, insieme a Finiper, joint venture per lo sviluppo di nuovi immobili commerciali e la gestione di quelli già presenti. Seguono poi altre acquisizioni in tutta Europa, fino ad arrivare al 2008, quando Steen & Strøm ASA, il più grande operatore scandinavo del real estate dei centri commerciali, entra nel gruppo Klépierre per 2,7 miliardi di euro.
Ad inizio 2012,  Simon Property Group diventa il primo azionista della società, con il 28% delle azioni, versando 1,5 miliardi di euro.
Nell'ottica di un riassetto delle attività del gruppo, nel 2014 Klèpierre cede 126 centri commerciali a Carmila, società detenuta da Carrefour (42%), insieme ad altri soci, per 2 miliardi di euro. Dopodiché, rileva Corio, uno dei più grandi attori europei del settore, per 7,2 miliardi di euro. Klépierre vede quindi il suo portafoglio di Klépierre di centri commerciali salire a 182 siti (grazie ai 57 di Corio), in 16 paesi, per un valore di 21 miliardi di euro.
Il principale azionista del gruppo è la Simon Property Group, con il 21%, uno tra i primi proprietari di centri commerciali al mondo, e APG, al 10%, un fondo pensione dei Paesi Bassi. Klépierre è quotata su Euronext Paris, membro dell'indice CAC Next 20.

## Centri commerciali sul territorio italiano

### Piemonte
- Le Gru (Grugliasco)
- Moncalieri (Moncalieri)
- La Certosa (Collegno)
- Serravalle (Serravalle)

### Lombardia
- Acquario (Vignate)
- Alle Valli (Seriate)
- Belforte (Varese)
- Brembate (Brembate)
- Le Betulle (Solbiate Olona)
- Il Destriero (Vittuone)
- Il Globo (Busnago)
- Grandate (Grandate)
- Il Leone di Lonato (Lonato)
- Milanofiori (Assago)
- Montebello (Montebello della Battaglia)

### Veneto
- Le Corti Venete (San Martino Buon Albergo)
- Nave de Vero (Marghera)

### Emilia-Romagna
- Grandemilia (Modena)
- Romagna Shopping Valley (Savignano sul Rubicone)
- Shopville Gran Reno (Casalecchio di Reno)

### Lazio
- La Romanina (Roma)
- Tor vergata (Roma)
- Porta di Roma (Roma)
- Romaest (Roma)

### Marche
- Il Maestrale (Senigallia)
- Rossini Center (Pesaro)

### Abruzzo
- Pescara Nord (Città Sant'Angelo)
- Val Vibrata (Colonnella)

### Campania
- Campania (Marcianise)

### Puglia
- Cavallino (Cavallino)

### Basilicata
- Matera (Matera)

### Sardegna
- Le Vele & Millennium (Quartucciu)

## Fonti
- klepierre.com Archiviato il 17 giugno 2020 in Internet Archive.